# Bogdanovci
Bogdanovci es un municipio de Croacia en el condado de Vukovar-Sirmia.

## Geografía
Se encuentra a una altitud de 98 m s. n. m. a 285 km de la capital nacional, Zagreb.

## Demografía
En el censo 2011 el total de población del municipio fue de 1960 habitantes, distribuidos en las siguientes localidades:
- Bogdanovci - 710
- Petrovci - 864
- Svinjarevci - 386

| Gráfica de población de Bogdanovci 1857-2011                        |
|                                                                     |
| Según los censos de población de la oficina estadística de Croacia. |